# Puchar Afryki 2013
Puchar Afryki 2013 – trzynasta edycja Pucharu Afryki, oficjalnych międzynarodowych zawodów rugby union o randze mistrzostw kontynentu organizowanych przez CAR mających na celu wyłonienie najlepszej męskiej reprezentacji narodowej w tej dyscyplinie sportu w Afryce. Zostały rozegrane w formie trzech turniejów w trzech hierarchicznie ułożonych dywizjach w okresie od 3 czerwca do 14 lipca 2013 roku. W walce o tytuł mistrzowski brały udział cztery zespoły, pozostałe drużyny, które przystąpiły do rozgrywek, występowały zaś w niższych dywizjach.
Zawody dwóch pierwszych dywizji stanowiły część kwalifikacji do Pucharu Świata w Rugby 2015.

## System rozgrywek
Dwie najwyższe dywizje rozgrywały spotkania systemem pucharowym, zwycięzcy półfinałów walczyli o triumf w zawodach, przegrani zaś z tych meczów o utrzymanie się w tej klasie rozgrywek. Triumfator Dywizji 1A zostawał jednocześnie mistrzem Afryki. Każdy z sześciu zespołów Dywizji 1C rozgrywał natomiast po trzy spotkania, po czym ustalana była kolejność końcowa. Pomiędzy tymi trzema dywizjami istniał system awansów i spadków. Rywalizacja w Dywizji 2 i nowo powstałej Dywizji 3 miała odbyć się natomiast w dwóch geograficznie wydzielonych grupach. Turniej Dywizji 3 ostatecznie nie odbył się.
| Dywizja 1A                               | Dywizja 1B                               | Dywizja 1C                                                                 | Dywizja 2                                                                                  | Dywizja 3 |
| ---------------------------------------- | ---------------------------------------- | -------------------------------------------------------------------------- | ------------------------------------------------------------------------------------------ | --- |
| - Zimbabwe - Kenia - Uganda - Madagaskar | - Tunezja - Namibia - Senegal - Botswana | - Maroko - Wybrzeże Kości Słoniowej - Mauritius - Nigeria - Zambia - Niger | - Niger - Ghana - Burkina Faso - Mali - Togo - Benin - Rwanda - Burundi - Tanzania - Suazi | - Algieria - Egipt - Libia - Mauretania - Republika Środkowoafrykańska - Kongo - Demokratyczna Republika Konga - Gabon |

| Dywizja 1A | Kenia                    |
| Dywizja 1A | Zimbabwe                 |
| Dywizja 1A | Madagaskar               |
| Dywizja 1A | Uganda                   |
| Dywizja 1B | Namibia                  |
| Dywizja 1B | Tunezja                  |
| Dywizja 1B | Senegal                  |
| Dywizja 1B | Botswana                 |
| Dywizja 1C | Wybrzeże Kości Słoniowej |
| Dywizja 1C | Maroko                   |
| Dywizja 1C | Nigeria                  |
| Dywizja 1C | Zambia                   |
| Dywizja 1C | Niger                    |
| Dywizja 1C | Mauritius                |

## Dywizja 1A
Turniej Dywizji 1A odbył się na Stade Municipal de Mahamasina w stolicy Madagaskaru, Antananarywie, w ciągu dwóch meczowych dni – 10 i 14 lipca 2013 roku – i wzięły w nim udział cztery zespoły rywalizujące systemem pucharowym.
W półfinałach lepsze okazały się zespoły z Kenii i Zimbabwe, w finale triumfowali zaś Kenijczycy po roku przerwy odzyskując tytuł. Spadek, odpadając jednocześnie z walki o miejsce w Pucharze Świata, zanotowała Uganda po porażce z gospodarzami.
Tuż przed turniejem część reprezentantów Zimbabwe ogłosiła bojkot zgrupowania w geście protestu przeciw menedżerowi kadry. Reakcją związku było zawieszenie tych zawodników i nieuwzględnienie ich w składzie wylatującym w obronie tytułu na Madagaskar.
|  |                     |            |           |                     |    |       |       |       |
|  | Półfinały           | Półfinały  | Półfinały |                     |    | Finał | Finał | Finał |
|  | Półfinały           | Półfinały  | Półfinały |                     |    | Finał | Finał | Finał |
|  | 10 lipca 2013 12:30 |            |           |                     |    |       |       |       |
|  |                     |            |           |                     |    |       |       |       |
|  | Kenia               | Kenia      | 52        |                     |    |       |       |       |
|  | Kenia               | Kenia      | 52        | 14 lipca 2013 14:30 |    |       |       |       |
|  | Uganda              | Uganda     | 11        |                     |    |       |       |       |
|  | Uganda              | Uganda     | 11        |                     |    | Kenia | Kenia | 29    |
|  | 10 lipca 2013 14:30 |            |           |                     |    | Kenia | Kenia | 29    |
|  |                     |            | Zimbabwe  | Zimbabwe            | 17 |       |       |       |
|  | Madagaskar          | Madagaskar | Zimbabwe  | Zimbabwe            | 17 | 18    |       |       |
|  | Madagaskar          | Madagaskar |           |                     |    |       |       |       |
|  | Zimbabwe            | Zimbabwe   | 38        |                     |    |       |       |       |
|  | Zimbabwe            | Zimbabwe   | 38        | Mecz o 3. miejsce   |    |       |       |       |
|  |                     |            |           |                     |    |       |       |       |
|  | 14 lipca 2013 12:30 |            |           |                     |    |       |       |       |
|  |                     |            |           |                     |    |       |       |       |
|  | Uganda              | Uganda     | 32        |                     |    |       |       |       |
|  | Uganda              | Uganda     | 32        |                     |    |       |       |       |
|  | Madagaskar          | Madagaskar | 48        |                     |    |       |       |       |
|  | Madagaskar          | Madagaskar | 48        |                     |    |       |       |       |

| 10 lipca 201312:30 | Kenia | 52:11 | Uganda | Stade Municipal de Mahamasina, Antananarywa |
| 10 lipca 201312:30 |       | 52:11 |        | Stade Municipal de Mahamasina, Antananarywa |

| 10 lipca 201314:30 | Madagaskar | 18:38 | Zimbabwe | Stade Municipal de Mahamasina, Antananarywa |
| 10 lipca 201314:30 |            | 18:38 |          | Stade Municipal de Mahamasina, Antananarywa |

| 14 lipca 201314:30 | Kenia | 29:17 | Zimbabwe | Stade Municipal de Mahamasina, Antananarywa |
| 14 lipca 201314:30 |       | 29:17 |          | Stade Municipal de Mahamasina, Antananarywa |

| 14 lipca 201312:30 | Uganda | 32:48 | Madagaskar | Stade Municipal de Mahamasina, Antananarywa |
| 14 lipca 201312:30 |        | 32:48 |            | Stade Municipal de Mahamasina, Antananarywa |

## Dywizja 1B
Turniej Dywizji 1B odbył się na Stade Iba Mar Diop w stolicy Senegalu, Dakarze, w ciągu dwóch meczowych dni – 11 i 15 czerwca 2013 roku – i wzięły w nim udział cztery zespoły rywalizujące systemem pucharowym. Senegal otrzymał prawa do organizacji turnieju w styczniu 2013 roku.
W półfinałach lepsze okazały się zespoły z Namibii i Tunezji. W turnieju zwyciężyli Namibijczycy, utrzymując jednocześnie szansę na awans do Pucharu Świata, Senegalczycy zaś uniknęli spadku pokonując Botswanę.
|  |                       |           |           |                       |    |         |         |       |
|  | Półfinały             | Półfinały | Półfinały |                       |    | Finał   | Finał   | Finał |
|  | Półfinały             | Półfinały | Półfinały |                       |    | Finał   | Finał   | Finał |
|  | 11 czerwca 2013 16:30 |           |           |                       |    |         |         |       |
|  |                       |           |           |                       |    |         |         |       |
|  | Senegal               | Senegal   | 12        |                       |    |         |         |       |
|  | Senegal               | Senegal   | 12        | 15 czerwca 2013 16:30 |    |         |         |       |
|  | Namibia               | Namibia   | 35        |                       |    |         |         |       |
|  | Namibia               | Namibia   | 35        |                       |    | Namibia | Namibia | 45    |
|  | 11 czerwca 2013 14:30 |           |           |                       |    | Namibia | Namibia | 45    |
|  |                       |           | Tunezja   | Tunezja               | 13 |         |         |       |
|  | Botswana              | Botswana  | Tunezja   | Tunezja               | 13 | 12      |         |       |
|  | Botswana              | Botswana  |           |                       |    |         |         |       |
|  | Tunezja               | Tunezja   | 43        |                       |    |         |         |       |
|  | Tunezja               | Tunezja   | 43        | Mecz o 3. miejsce     |    |         |         |       |
|  |                       |           |           |                       |    |         |         |       |
|  | 15 czerwca 2013 14:30 |           |           |                       |    |         |         |       |
|  |                       |           |           |                       |    |         |         |       |
|  | Senegal               | Senegal   | 41        |                       |    |         |         |       |
|  | Senegal               | Senegal   | 41        |                       |    |         |         |       |
|  | Botswana              | Botswana  | 5         |                       |    |         |         |       |
|  | Botswana              | Botswana  | 5         |                       |    |         |         |       |

| 11 czerwca 201316:30 | Senegal | 12:35 | Namibia | Stade Iba Mar Diop, Dakar |
| 11 czerwca 201316:30 |         | 12:35 |         | Stade Iba Mar Diop, Dakar |

| 11 czerwca 201314:30 | Botswana | 12:43 | Tunezja | Stade Iba Mar Diop, Dakar |
| 11 czerwca 201314:30 |          | 12:43 |         | Stade Iba Mar Diop, Dakar |

| 15 czerwca 201316:30 | Namibia | 45:13 | Tunezja | Stade Iba Mar Diop, Dakar |
| 15 czerwca 201316:30 |         | 45:13 |         | Stade Iba Mar Diop, Dakar |

| 15 czerwca 201314:30 | Senegal | 41:5 | Botswana | Stade Iba Mar Diop, Dakar |
| 15 czerwca 201314:30 |         | 41:5 |          | Stade Iba Mar Diop, Dakar |

## Dywizja 1C
W rozegranych w dniach 23–29 czerwca 2013 roku w Jamusukro zawodach wzięło udział sześć reprezentacji i każda rozegrała trzy spotkania, po czym ustalona została kolejność końcowa. Część reprezentantów Zambii nie dotarła na turniej z powodu problemów z biletami lotniczymi.
Jedyną niepokonaną drużyną okazała się reprezentacja Wybrzeża Kości Słoniowej, który zwyciężając w zawodach awansowała do Dywizji 1B.

### Mecze
| 23 czerwca 201309:00 | Maroko | 77:3 | Niger | Jamusukro |
| 23 czerwca 201309:00 |        | 77:3 |       | Jamusukro |

| 23 czerwca 201314:00 | Wybrzeże Kości Słoniowej | 77:3 | Zambia | Jamusukro |
| 23 czerwca 201314:00 |                          | 77:3 |        | Jamusukro |

| 23 czerwca 201316:00 | Mauritius | 3:63 | Nigeria | Jamusukro |
| 23 czerwca 201316:00 |           | 3:63 |         | Jamusukro |

| 26 czerwca 201309:00 | Wybrzeże Kości Słoniowej | 83:3 | Mauritius | Jamusukro |
| 26 czerwca 201309:00 |                          | 83:3 |           | Jamusukro |

| 26 czerwca 201314:00 | Maroko | 38:8 | Nigeria | Jamusukro |
| 26 czerwca 201314:00 |        | 38:8 |         | Jamusukro |

| 26 czerwca 201316:00 | Niger | 20:30 | Zambia | Jamusukro |
| 26 czerwca 201316:00 |       | 20:30 |        | Jamusukro |

| 29 czerwca 201309:00 | Nigeria | 45:10 | Zambia | Jamusukro |
| 29 czerwca 201309:00 |         | 45:10 |        | Jamusukro |

| 29 czerwca 201314:00 | Wybrzeże Kości Słoniowej | 18:15 | Maroko | Jamusukro |
| 29 czerwca 201314:00 |                          | 18:15 |        | Jamusukro |

| 29 czerwca 201316:00 | Mauritius | 3:63 | Niger | Jamusukro |
| 29 czerwca 201316:00 |           | 3:63 |       | Jamusukro |

## Dywizja 2
W rozegranych w dniach 3–10 czerwca 2013 roku na Stade Général Seyni Kountché w Niamey zawodach grupy północnej wzięło udział sześć reprezentacji i każda rozegrała trzy spotkania, po czym ustalona została kolejność końcowa. Jedyną niepokonaną drużyną okazała się reprezentacja gospodarzy, która dzięki temu awansowała do zawodów Dywizji 1C. Ostatnie miejsce zajęła drużyna Beninu, która jeszcze na tydzień przed turniejem nie odbyła żadnego zgrupowania.
W zawodach grupy południowej miały wziąć udział cztery reprezentacje, jednak po wycofaniu się Suazi i Tanzanii turniej rozstrzygnął się pomiędzy dwoma pozostałymi zespołami, a lepsi od zawodników z Burundi okazali się Rwandyjczycy.

### Grupa północna
| 3 czerwca 2013 | Burkina Faso | 13:23 | Mali | Stade Général Seyni Kountché, Niamey |
| 3 czerwca 2013 |              | 13:23 |      | Stade Général Seyni Kountché, Niamey |

| 3 czerwca 2013 | Ghana | 13:11 | Togo | Stade Général Seyni Kountché, Niamey |
| 3 czerwca 2013 |       | 13:11 |      | Stade Général Seyni Kountché, Niamey |

| 3 czerwca 2013 | Niger | 48:0 | Benin | Stade Général Seyni Kountché, Niamey |
| 3 czerwca 2013 |       | 48:0 |       | Stade Général Seyni Kountché, Niamey |

| 6 czerwca 2013 | Benin | 0:41 | Burkina Faso | Stade Général Seyni Kountché, Niamey |
| 6 czerwca 2013 |       | 0:41 |              | Stade Général Seyni Kountché, Niamey |

| 6 czerwca 2013 | Mali | 19:8 | Togo | Stade Général Seyni Kountché, Niamey |
| 6 czerwca 2013 |      | 19:8 |      | Stade Général Seyni Kountché, Niamey |

| 6 czerwca 2013 | Niger | 29:3 | Ghana | Stade Général Seyni Kountché, Niamey |
| 6 czerwca 2013 |       | 29:3 |       | Stade Général Seyni Kountché, Niamey |

| 10 czerwca 2013 | Benin | 0:63 | Togo | Stade Général Seyni Kountché, Niamey |
| 10 czerwca 2013 |       | 0:63 |      | Stade Général Seyni Kountché, Niamey |

| 10 czerwca 2013 | Burkina Faso | 28:6 | Ghana | Stade Général Seyni Kountché, Niamey |
| 10 czerwca 2013 |              | 28:6 |       | Stade Général Seyni Kountché, Niamey |

| 10 czerwca 2013 | Niger | 17:14 | Mali | Stade Général Seyni Kountché, Niamey |
| 10 czerwca 2013 |       | 17:14 |      | Stade Général Seyni Kountché, Niamey |

### Grupa południowa
| 22 czerwca 2013 | Rwanda | 20:0 | Burundi | Stade Amahoro, Kigali |
| 22 czerwca 2013 |        | 20:0 |         | Stade Amahoro, Kigali |

| 13 lipca 2013 | Burundi | 0:22 | Rwanda | Bużumbura |
| 13 lipca 2013 |         | 0:22 |        | Bużumbura |